# Christine Clerici
Pour les articles homonymes, voir Clerici.
 (octobre 2019).
Christine Clerici est une professeure des universités et praticienne hospitalière (PU-PH) française, née en 1953.
Spécialisée en physiologie et explorations fonctionnelles, elle est présidente de l’université Paris-Diderot de 2014 à 2019 et présidente de la Coordination des universités de recherche intensive françaises (CURIF) à compter de juin 2018.
Elle a été élue présidente de l'université de Paris le 21 juin 2019.

## Biographie

### Formation
Christine Clerici est titulaire d'un doctorat en physiologie et physiopathologie des appareils respiratoire et circulatoire. Sa thèse de doctorat intitulée "Système nerveux autonome et bronchomotricité chez le cobaye" a été réalisée sous la direction du Professeur Alain Harf, et a été soutenue en 1990 à l'université Paris-Est-Créteil-Val-de-Marne (UPEC). 

### Carrière universitaire
Professeure en physiologie de l'université Paris-VII depuis 1995, Christine Clerici a rejoint l'Unité de formation et de recherche médecine de Paris-Diderot en 2002. Elle est responsable de la mention « biologie cellulaire physiologie physiopathologie » du master 1 « santé » et de la spécialité de master 2 « épithéliums : structure d'interface ». Après une spécialisation médicale en pneumologie, elle est devenue praticien hospitalier en explorations fonctionnelles.
Membre de l'unité Inserm « physiopathologie et épidémiologie de l'insuffisance respiratoire » localisée à l'hôpital Bichat-Claude-Bernard, les activités de recherche de Christine Clerici sont centrées sur les mécanismes impliqués dans la résorption des œdèmes pulmonaires lésionnels notamment dans des modèles in vitro et in vivo de syndrome de détresse respiratoire aiguë.
Élue pour la première fois au conseil d’administration de l'université Paris-Diderot en 2005, elle exerce alors les fonctions de déléguée « santé » auprès du président et de déléguée de Paris-Diderot auprès de l'Inserm de 2009 à 2011. Puis, en mars 2012, elle est élue vice-présidente du conseil d’administration. En octobre 2013, elle est nommée administratrice provisoire puis élue à la présidence le 5 mai 2014. Présidente sortante en 2018, elle mène la liste « Pour l’Université de Paris » lors des élections des représentants du personnel aux Conseils centraux organisées le 5 avril 2018. Elle est réélue par le nouveau Conseil d'administration pour, notamment, conduire le projet de création de l'Université de Paris, issue de la fusion des universités Paris-Diderot et Paris-Descartes et de l’intégration de l’Institut de physique du globe de Paris (IPGP), nouvelle université lauréate de l'Initiative d'excellence en mars 2018.
En juin 2018, elle succède à Jean Chambaz, président de Sorbonne Université, à la tête de la Coordination des universités de recherche intensive françaises (CURIF) pour un mandat de deux ans. Le 18 juin 2019, Christine Clerici est nommée personnalité qualifiée sur proposition du Ministère de l'enseignement supérieur, de la recherche et de l'innovation au conseil d’administration du Muséum national d'histoire naturelle (MNHN).
Le 21 juin 2019, elle est élue présidente de l'Université de Paris par le conseil d'administration.
Par arrêté de la ministre de l'enseignement supérieur, de la recherche et de l'innovation en date du 20 juillet 2021, elle est maintenue dans ses fonctions de présidente de l'université de Paris jusqu'au 21 juin 2023 inclus.

## Distinctions
En mai 2018, Christine Clerici est nommée membre du Collège de déontologie du ministère de l'Enseignement supérieur, de la Recherche et de l'Innovation par la ministre Frédérique Vidal.
- Officière de la Légion d'honneur (29/12/2023)[9], chevalière (10 décembre 2014)
- Officière de l'ordre national du Mérite (15/11/2018)[10]